# Le Mesnil-Gilbert
Le Mesnil-Gilbert település Franciaországban, Manche megyében. Lakosainak száma 142 fő (2022. január 1.). Le Mesnil-Gilbert Saint-Pois, Cuves, Lingeard, Le Mesnil-Adelée és Juvigny les Vallées községekkel határos.

## Népesség
A település népességének változása:
| Lakosok száma | 293  | 206  | 184  | 153  | 147  | 141  | 136  | 134  | 134  | 142  |
|               | 1968 | 1982 | 1990 | 2006 | 2013 | 2015 | 2017 | 2019 | 2020 | 2022 |